# 刘宽忍
刘宽忍（1963年10月—），陕西蒲城人，汉族，中华人民共和国政治人物，曾任陕西省文化厅副厅长、厅长等职务。现任陕西省政协副主席，中国民主促进会中央委员会副主席及陕西委员会主委。2025年5月，因涉嫌严重职务违法接受调查。

## 生平
刘宽忍在西安音乐学院民乐系民族管乐专业就读，完成了本科、硕士学位，随后成为该大学的音乐教师，长于吹奏中国古典乐器塤，並曾得到「華夏吹塤第一人」的称号。1998年10月加入中国民主促进会。2000年任陕西省文化厅副厅长。2007年任民进陕西省委会副主委。2012年任民进中央常委及陕西省委会主委。2013年至2018年任陕西省文化厅厅长。2018年任陕西省政协副主席。
是民进第十一届中央委员，第十三、十四届中央常委，第十五届中央副主席；陕西省第十届委员会副主委，第十一届、十二届、十三届委员会主委。第十二届、十三届全国人大代表。第十三届陕西省人大代表；第八届陕西省政协委员，第九届、十届陕西省政协常务委员，第十三届陕西省政协委员，陕西文联副主席。

## 落马
2025年5月，因涉嫌严重职务违法接受国家监委监察调查。